# Minmi
Minmi is een geslacht van uitgestorven plantenetende ornithischische dinosauriërs uit de Ankylosauria dat tijdens het Vroeg-Krijt leefde in het gebied van het huidige Australië.
Het eerste skelet van Minmi is in 1964 ontdekt bij het plaatsje Minmi Crossing waarnaar het geslacht vernoemd is. De typesoort Minmi paravertebra is in 1980 benoemd. Later zijn nog meer fossielen gevonden waaronder een zeer volledig exemplaar met huidafdrukken. Deze zijn vermoedelijk van een andere, maar sterk gelijkende, soort die in 2015 benoemd werd als Kunbarrasaurus. De wetenschappers hebben nu een minder nauwkeurig beeld van de bouw van Minmi zelf.
Minmi werd tegen de drie meter lang en driehonderd kilogram zwaar. Zijn ledematen, vooral de achterpoten, waren nogal lang voor een ankylosauriër. Misschien kon hij nog echt rennen, een vermogen dat zijn verwanten verloren hadden. Dat zou een nuttige eigenschap geweest zijn want hij was niet zo zwaar bepantserd als de meeste ankylosauriërs en had ook geen staartknots om zich te verdedigen tegen roofsauriërs. Wel werd zijn ruggengraat ondersteund door verbeende pezen met een uniek breed voorste uiteinde, de paravertebrae. Minmi leefde in het toenmalige zuidpoolgebied. In de winter was het daar donker en koud maar in de zomer warm genoeg dat er bossen konden groeien. Minmi at zaden, vruchten en varens. Die beet hij af met de scherpe navel van zijn brede kop. Daarna werd het voedsel door kleine tanden verknipt, ingeslikt en in de brede buik verteerd.
Het is niet duidelijk aan welke andere ankylosauriërs, dan Kunbarrasaurus, Minmi het nauwst verwant was. Het kan zijn dat hij samen met Kubarrasaurus de enig bekende soorten van een aparte vroege tak vormen die al snel in Australië belandde. Op de continenten van het Zuidelijk Halfrond die nog voor de tijd van Minmi samen het supercontinent Gondwana vormden, zijn namelijk weinig ankylosauriërs gevonden en nooit soorten die duidelijk tot de Nodosauridae of de Ankylosauridae behoorden, de twee hoofdgroepen van de Ankylosauria.

## Vondst en naamgeving
In 1964 vond dr. Alan Bartholomai, een medewerker van het Queensland Museum, in Queensland een skelet van een ankylosauriër in de buurt van Minmi Crossing, langs de Injun Road een kilometer ten zuiden van Mack Gulley, ten noorden van Roma.
Hoewel dit de eerste keer was dat op het Zuidelijk Halfrond een lid van de Thyreophora was aangetroffen, kreeg de vondst eerst weinig aandacht. In 1980 echter, benoemde Ralph Molnar de typesoort Minmi paravertebra. De geslachtsnaam verwijst naar het plaatsje Minmi Crossing. Minmi komt uit de taal van de plaatselijke aboriginals. De betekenis is onzeker: het kan een grote lelie aanduiden of een verbastering zijn van min min, een soort dwaallicht. De soortaanduiding verwijst naar een unieke eigenschap van Minmi: het dier bezit in zijaanzicht horizontale uitsteeksels aan de ruggenwervels, paravertebrae, aan beide zijden van de processus spinosi, die kennelijk de wervelkolom ondersteunden.

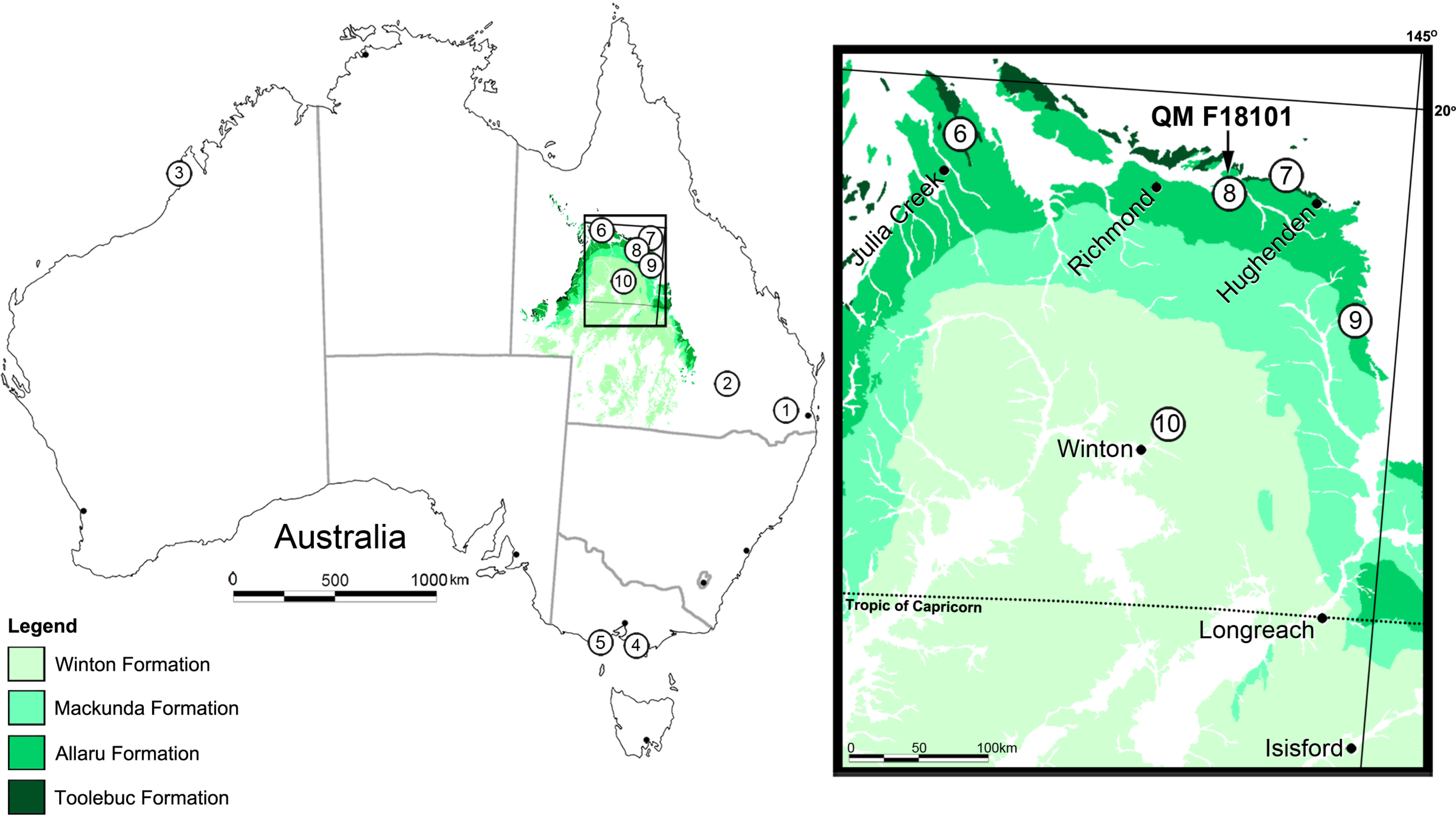
De locatie van het holotype op 2

Minmi is samen met Muttaburrasaurus de best bekende dinosauriër van Australië. Van beide soorten zijn redelijk complete fossielen gevonden. Van Minmi zijn het grootste deel van rugpantser en ruggengraat bijzonder goed bewaard gebleven. De rest van het skelet is vrij fragmentarisch.
Het in 1964 gevonden skelet is het holotype, QM F10329. Het is aangetroffen in een kalkknol uit een laag van de Bungilformatie. De laag werd later de Minmi-afzetting genoemd en is gevormd in een oude lagune. De ouderdom is eerst op het Barremien-Valanginien geschat, ongeveer 140 miljoen jaar, maar is later gecorrigeerd tot het Aptien, ongeveer 115 miljoen jaar. Het holotype bestaat uit een reeks van elf ruggenwervels, ribben, een rechterachterpoot en platen van het buikpantser.
In november 1989 vond veeboer Ian Ievers, toen hij neerzat op wat kalkrotsen, bij Marathon Station, ten zuiden van Flinders River, ten westen van Hughenden en ten oosten van Richmond een veel completer en verband liggend skelet, dat op de rug liggend gefossiliseerd werd. Het specimen, QM F1801, werd in januari 1990 geborgen en door het Queensland Museum geprepareerd door middel van een zuurbad. Het is het meest volledige individuele dinosauriërspecimen dat ooit in Australië is gevonden. De conservering, in een grote kalkknol, is zo goed dat wel van een 'mummie' gesproken is, hoewel van het fossilisatieproces vermoedelijk geen mummificatie deel uitmaakte. Het exemplaar bestaat uit de schedel, de wervelkolom tot en met de staartbasis, de linkerschoudergordel, de linkervoorpoot minus hand, het bekken minus het voorblad van het rechterdarmbeen, beide dijbeenderen en het belangrijkste deel van de bepantsering in de oorspronkelijke positie. Daarnaast zijn resten gevonden van de maaltijd van het dier. Het fossiel komt uit de Allaru Mudstone, een zeeafzetting waar het dier vermoedelijk door een rivier ingespoeld is. Dat is een mogelijk jongere formatie die dateert uit het Albien. Molnar gaf in 1996 een voorlopige beschrijving van de vondst. Wegens de andere herkomst wees hij het fossiel toe aan een Minmi sp., dus een nog onbenoemde soort die hij bij het geslacht Minmi onderbracht. Overigens vond hij geen relevante verschillen met Minmi paravertebra of het moest de iets kleinere afmeting zijn en een wat andere vorm van de ribben.
Tussen 1989 en 1996 waren er echter nog wat exemplaren gevonden. Het betrof de specimina QM F33286: een borstkas met daaraan verbonden het bekken en osteodermen; AM F35259: ribben met osteodermen; en QM F33565: een stuk dijbeen; en QM F33566: een onderste scheenbeen, misschien van hetzelfde individu als QM F33565. AM F35259 behoort tot de collectie van het Australian Museum. Ook deze fossielen werden door Molnar toegewezen aan een Minmi sp. Later is nog specimen QM F119849 gemeld bestaande uit wervels, ribben en osteodermen. De meeste van deze exemplaren zijn nog niet beschreven maar in 2008 en 2010 meldde Lucy Leahey dat een moderne herziening van het totale materiaal gegeven werd in haar ongepubliceerde dissertatie van 2008.
In 2015 werd QM F1801 benoemd als het aparte geslacht Kunbarrasaurus. De status van de overige specimina werd daarbij in het midden gelaten.

## Beschrijving

### Grootte, algemene bouw en onderscheidende kenmerken

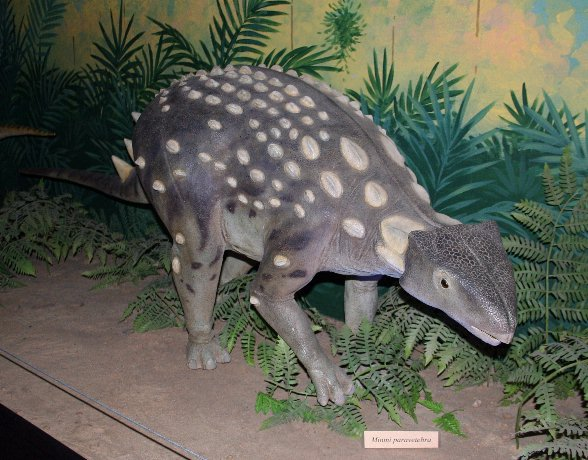
Een model van het levende dier

Minmi is een vrij kleine ankylosauriër. Gregory S. Paul schatte in 2010 de lichaamslengte op drie meter, het gewicht op driehonderd kilogram. De exemplaren van Minmi sp., waaronder Kunbarrasaurus, zijn iets kleiner, tussen de tweeënhalve en drie meter en verschillen minder dan tien procent in lengte met elkaar, met uitzondering van QM F33565/F33566 dat duidelijk groter is. Gezien de mate van vergroeiing van hun skelet gaat het om grote jongen of jongvolwassen exemplaren waarvan de uiteindelijke lengte volgens Molnar niet sterk zou zijn toegenomen.
Minmi staat in bouw in tussen meer afgeleide ankylosauriërs en basale Thyreophora als Scelidosaurus. Dat blijkt vooral uit de constructie van de achterpoot en het bekken. Het dijbeen is rond in doorsnede in plaats van in de lengterichting van het lichaam afgeplat. Daarnaast heeft het darmbeen nog een lang achterblad. De combinatie met poten die niet extreem verkort waren, heeft zelfs geleid dat tot de suggestie dat Minmi nog kon rennen, hoewel dat niet heel waarschijnlijk is. Veel van het lichaam is al typisch ankylosaurisch zoals de brede kop, het zware pantser en de brede buik.
De diagnose van Molnar uit 1980 vermeldde voornamelijk kenmerken die door andere ankylosauriërs gedeeld worden. Volgens Victoria Megan Arbour was het enige unieke kenmerk het bezit en de speciale vorm van de paravertebrae waarnaar de soortaanduiding verwijst. De term, door Molnar bij deze gelegenheid bedacht, heeft ongeveer de betekenis van 'naast de wervels gelegen elementen'. Volgens de oorspronkelijke beschrijving van Molnar ging het om verbeende pezen, maar deze zouden niet homoloog zijn aan de verbeende pezen die veel groepen andere Ornithischia ook vertonen. Volgens Arbour was dit hoogst onwaarschijnlijk. Daarbij erkende Molnar in 1987, toen hij deze interessante structuren speciaal beschreef samen met Eberhard Frey, zelf dat ze homoloog waren aan de verbeende pezen bij andere ankylosauriërs, zoals Ankylosaurus en Nodosaurus. Het enige unieke aan de pezen was volgens Arbour dat bij specimen QM F10329 de verbeende pees voor de musculus articulospinalis een uitwaaierende afgeplatte verbeende voorste verbinding met de wervel toont. Als deze verbening geen pathologie is — Molnar dacht in 1987 dat het ging om een ziekelijk verbeende aponeurosis van de pees, die ook wel bij huidige krokodilachtigen voorkomt — maar een normaal kenmerk, dan is het een autapomorfie van Minmi. Overigens zijn overeenkomstige verbeende pezen in 2014 gemeld voor Hungarosaurus.
Bij de benoeming van Kunbarrasaurus werd aangekondigd dat aanvullende unieke kenmerken bij het holotype van Minmi waren aangetroffen zodat Minmi een valide taxon is.

### Skelet
De ruggenwervels hebben de normale vorm voor een ankylosauriër, ze zijn amfiplat, met zijuitsteeksels die in doorsnede driehoekig zijn, hebben een ondiepe inham tussen wervellichaam en de verschillende achterste uitsteeksels op de wervelboog en brede ruggenmergkanalen. Notochordale verheffingen, verticaal ovale bulten die ankylosauriden vaak aan de bovenranden van hun wervelfacetten hebben, ontbreken. De wervellichamen zijn relatief kort en de ruggenmergkanalen zijn hoger dan breed.
De meest opvallende eigenschap van Minmi zijn de zogenaamde paravertebrae. Vermoedelijk gaat het hier om verbeende pezen. De verbening kan een reactie zijn op een zware belasting van de pees en tot stand komen door het er zich nestelen van osteocyten, botcellen. De verbeende pezen zijn staafvormig en dun. Ze liggen aan weerszijden van de doornuitsteeksels en beslaan per pees een vijftal wervels. De achterkant van het beengedeelte ligt op het zijuitsteeksel van een wervel, waar het facet ligt voor de diapofyse, het bovenste ribgewricht. De dunne staaf loopt dan over de zijuitsteeksels van de voorliggende wervels heen. Het volgt de stijging daarvan maar komt ook iets meer naar binnen te liggen. Het voorste uiteinde is sterk verbreed en wikkelt zich als een beenlap over de hele achterrand van het zijuitsteeksel van de betreffende wervel. Het geheel ondersteunde kennelijk de wervelkolom.
De achterste ruggenwervels zijn met hun ribben vergroeid.
In het bekken is het darmbeen matig breed in bovenaanzicht. Het voorblad wijkt onder een hoek van vijfendertig graden zijwaarts, een teken dat de buik flink breed was. Het achterblad is relatief lang met achtendertig procent van de totale lengte vergeleken met zevenentwintig procent bij de ankylosauride Euoplocephalus. De darmbeenderen zijn met het heiligbeen verbonden via sacrale ribben maar die zijn over een smalle zone weer overdekt door een gesloten beenlaag net als bij sommige Stegosauria. In het schaambeen is de processus praepubicus vooraan kort en blokvormig; de schacht is lang en slank, bovenaan wat afgeplat. Het zitbeen is recht, met een laag uitsteeksel op de achterrand.
De achterpoot is duidelijk langer dan de voorpoot. Het dijbeen is recht en krachtig. De kop is naar binnen gericht en staat wat af. In het dijbeen zijn de trochanter minor en de trochanter major niet vergroeid maar gescheiden door een nauwe groeve.

### Osteodermen
De nek van Minmi wordt vermoedelijk beschermd door twee halsbergen. De achterste halsberg bedekt ook de voorste borst. Duidelijk zichtbaar bij het holotype, werd hij door Molnar bij QM F1801 niet als zodanig onderkend en aangezien voor een simpele rij grotere osteodermen die per zijde van een grootste hogere plaat, 95 bij 75 millimeter groot, in vier geleidelijk kleinere ovale platen naar beneden af zou lopen.
Op de romp lopen minstens vijf rijen middelgrote gekielde osteodermen, die precies op de ruimten tussen de ribposities liggen, minstens tien achter elkaar. Hier zijn de buitenste osteodermen juist groter. Deze huidverbeningen zijn omringd door een continue bedekking van kleine beenschubben, vier tot zes millimeter in doorsnee, en deze bedekken ook de buik, nek en ledematen. Het is uitzonderlijk dat een buikpantser gepreserveerd is; Molnar dacht dat de buik bij andere ankylosauriërs simpelweg niet beschermd was maar meestal wordt aangenomen dat bij de meeste fossielen of de buik geërodeerd is, of de kleine plaatjes er afgevallen zijn. De kleine beenschubben zijn vierkant of trapeziumvormig in omtrek. De binnenzijden van deze ossicula zijn bol met concentrische ringen, de buitenzijden hebben stervormige richels. Een versmolten heupschild ontbreekt. Het pantser omvat verder grote platen op de ledematen, en drie grote (95 bij 70 millimeter) druppelvormige platen met kleine naar achteren gerichte stekels op en achter de heup. De achterpoot draagt een grote gekielde osteoderm op de achterkant van de kuit.
Meestal wordt gesteld dat Minmi een staartknots mist maar de staartpunt is in het geheel niet bekend, hoewel gezien de basale positie in de stamboom en de geringe omvang van het dier een zware knots inderdaad niet waarschijnlijk is.

## Fylogenie
Molnar plaatste Minmi in 1980 in de Ankylosauria. In 1987 dacht hij dat ze een lid was van de Nodosauridae maar daarna was hij weer voorzichtiger. Later analyses toonden meestal een positie basaal in de Ankylosauridae. Arbour onderzocht Minmi en Minmi sp. als aparte Operational Taxonomic Units. Minmi bleek dan basaal in de Ankylosauridae te staan maar Minmi sp. viel uit als de meest basale bekende ankylosauriër. Het verschil werd veroorzaakt door het veel grotere aantal gegevens die van de latere specimina bekend zijn, niet door afwijkende kenmerken. De positie van Minmi sp. is dus betrouwbaarder maar de aangekondigde herbeschrijvingen zullen de accuraatheid nog doen toenemen. Bij de benoeming van Kunbarrasaurus werd geen exacte kladistische analyse uitgevoerd maar gezien de morfologie wel een basale plaatsing in de Ankylosauria, dus buiten de Akylosauridae, waarschijnlijk geacht.
Het is opmerkelijk dat een ankylosauriër op de continenten van het supercontinent Gondwana gevonden wordt; de enige andere met zekerheid bekende vorm is Antarctopelta. Het werd al eerder vermoed dat Minmi zeer basaal was. De soort heeft immers vele 'primitieve' eigenschappen die zo'n taxonomische plaatsing suggereren, zoals de lange poten, het lichte pantser en het lange achterblad van het darmbeen. Volgens Paul is Minmi een vertegenwoordiger van een zeer vroege zijtak, de Minmidae. Die zouden op Gondwana geïsoleerd zijn geraakt en een unieke ankylosaurische evolutie doorgemaakt hebben. Antarctopelta zou daar ook een voorbeeld van zijn. Arbour gevoelde daar in 2014 echter sterke twijfel over. Zij achtte het waarschijnlijker dat Antarctopelta afstamt van een latere invasie van Zuid-Amerika uit Noord-Amerika. Ze vond het echter wel plausibel dat de tak van Minmi op alleen Australië afgesneden was geraakt. Daar kunnen haar verwanten het nog lang hebben uitgehouden; in 2013 werden ankylosaurische tanden gemeld uit het Cenomanien, dus het Opper-Krijt.

## Levenswijze
Het leefgebied van Minmi lag tijdens het Vroege Krijt net binnen de poolcirkel, op ongeveer zeventig graden ZB. Hoewel het toen in het algemeen hete aardklimaat voor warme zomers gezorgd zal hebben, met veel uren daglicht, was het in de winter koud en duister. Het gebied was bebost.
Paul suggereerde dat Minmi bij gevaar vooral dekking in dichte bosjes zocht. De verdediging was dus passief in plaats van actief. Het dier was klein genoeg om door een grote roofsauriër op de rug gewenteld te worden; het buikpantser moest het dan beschermen.